# André Tacquet
André Tacquet   (Anvers, 23 de juny de 1612 - Anvers, 22 de desembre de 1660), o Andreas Tacquet, va ser un matemàtic anversès del segle xvii conegut pels llibres de text que va editar.

## Vida
André Tacquet va ser fill d'un ric comerciant d'Anvers qui, malgrat morir quan André era encara nen, va deixar la seva família prou ben situada perquè el nen tingués una bona educació al col·legi dels jesuïtes anversès. El 1629 ingressà a l'orde jesuita i va fer dos anys de noviciat al col·legi de Mechelen.
El 1631 va ingressar a la universitat de Lovaina per fer els seus estudis superiors en lògica, física i matemàtiques. Un dels seus professors va ser Guillaume Boelmans, el més destacat dels deixebles de Grégoire de Saint-Vincent. Després d'uns anys ensenyant humanitats (grec i poesia) al col·legi jesuïta de Bruges, va tornar a Lovaina, on va estar poc temps, per passar a ser professor de matemàtiques al col·legi d'Anvers des de 1643 fins a 1649. Anvers era un centre important de l'ensenyament de les matemàtiques regentat pels jesuïtes.
El 1650 va tornar a Lovaina com a professor de matemàtiques i comença la seva fructífera relació epistolar amb Christian Huygens. El 1651 es publicà el seu llibre més original: Cylindricorum et Annularium (Sobre els Cilindres i els Anells) que es va tornar a editar, ampliat, el 1659.
El 1655 va tornar al col·legi d'Anvers on va romandre fins a la seva mort.

## Obra
La major part de les obres de Tacquet, són llibres de text per als col·legis jesuïtes. Algun es va fer summament popular, com el Elementa Geometriar Planae ac Solidae (primera edició del 1654), tant és així que encara es reeditava a començaments del segle xix. El llibre, que és una edició lliure i parcial dels Elements d'Euclides, està pensat com un text per a l'ensenyament escolar dels no iniciats, però està escrit de forma molt elegant i amb una notació totalment moderna, molt apropiat per al nou tipus d'escola que estava emergint a Europa. Del mateix caire és la seva Arithmeticae theoria et praxis (Teoria i pràctica de l'aritmètica), publicada el 1656 i reeditada el 1665 i 1682.

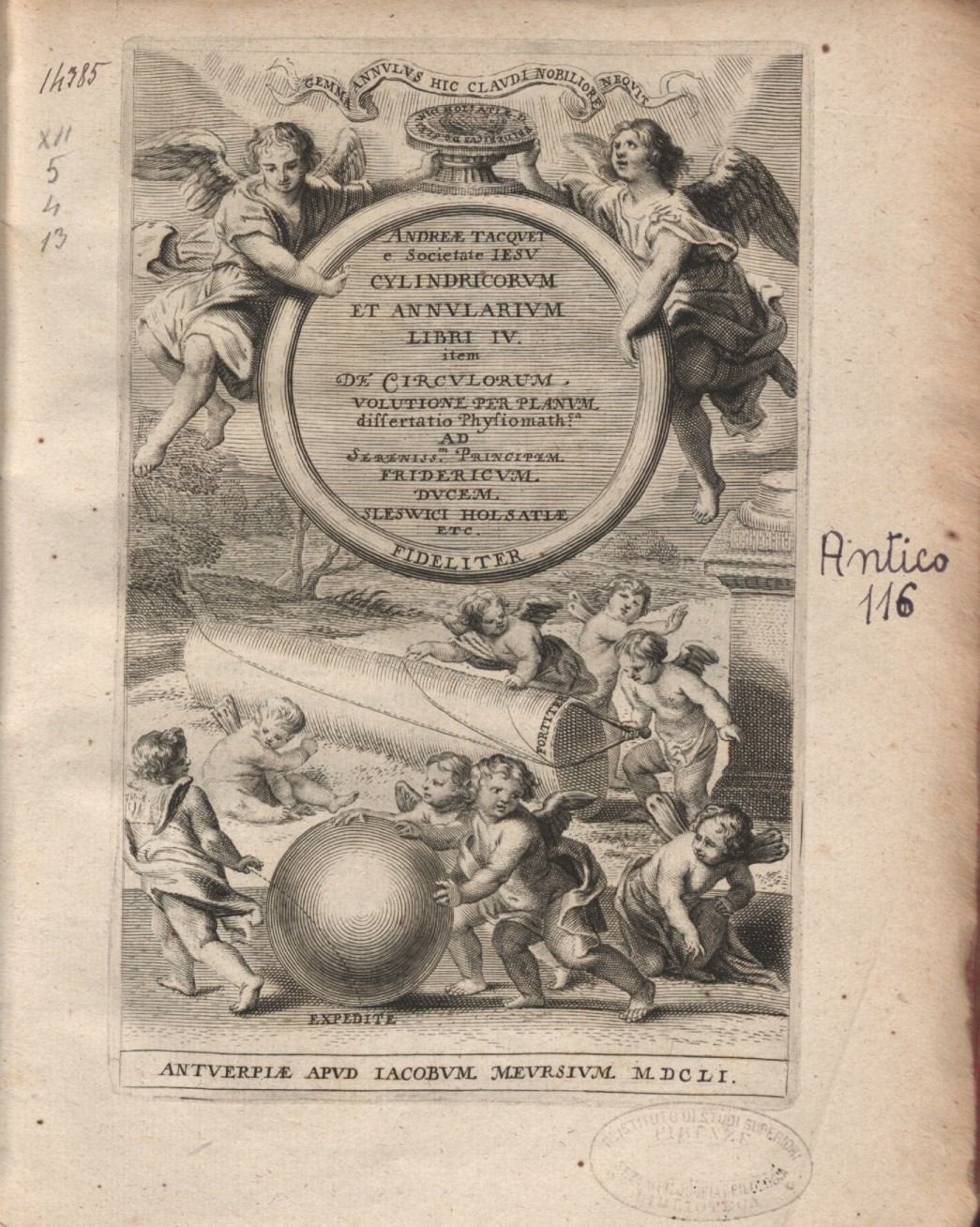
Cylindricorum et annularium libri, 1651

La seva obra més original és un tractat titulat Cylindricorum et Annularium del 1651 i ampliat el 1659. La seva importància rau en el fet que, a part de demostrar alguns teoremes originals sobre els cilindres i els anells, refuta la teoria dels indivisibles de Cavalieri, substituint-la per una aproximació arquimediana com ja havien fet Luca Valerio i Grégoire de Saint-Vincent; això el converteix en un dels precursors del càlcul infinitesimal desenvolupat per Newton i Leibniz anys més tard.
De forma pòstuma, es va publicar la seva Opera Mathematica (1669) que agrupava les seves obres, tant publicades com no publicades. La seva correspondència amb Huygens, es pot consultar a les Obres Completes de Christian Huygens publicades per la Societat Neerlandesa de les Ciències.